# Komplex hálózat
Bizonyos típusú rendszerek leírása kulcsfontosságú lehet különböző tudományterületeken. A hálózatnak nevezett rendszerek csúcsokból (az egyes elemek) és élekből (a köztük levő interakciók) állnak – ezek a gráfok (a hálózatok matematikai leírása). Ezzel az elméleti megközelítéssel több tudományterület kérdései is könnyebben megválaszolhatókká válnak, és az ehhez használt módszertan több teljesen különböző területen is alkalmazható lehet. Ilyen terület például a fizika, a biológia, a pszichológia, a szociológia, a közgazdaságtan.

## Véletlen hálók
Az első elmélet, amely a hálózatok leírására tett kísérlete, Erdős és Rényi nevéhez fűződik. Ők a rendszer fejlődésének véletlenszerűségéből indultak ki, viszont emiatt az elmélet nem tudja megmagyarázni a rendszerek önszerveződésének logikáját, nem adja vissza a valóban kialakult rendszerek topológiáját.

## Kis világok modellje
A Watts és Strogatz által leírt egydimenziós rács úgy jön létre, hogy minden csúcs a hozzá két legközelebb lévő másik csúccsal kapcsolódik össze, és p valószínűséggel kapcsolódik egy random csúcshoz is.

Egy irányított hálózat "csokornyakkendő diagrammja". Gyakran egy hálózatnak egy komoly része egyetlen erősen összefüggő komponensben található. Az itt található százalékok a Világháló 2000-ben történt felméréséből származnak.

A két fenti elmélet hiányossága, hogy valószerűtlen feltevéseken alapulnak, mivel mindkettő a csúcsok változatlan N számából indul ki, amelyek random vannak összekötve.

## Skálafüggetlen hálózatok
Ez a fogalom Barabási Albert László és Albert Réka nevéhez fűződik. Két, immár valószerűbb feltételezéssel éltek a modell megalkotásakor:
- Növekedés: mindig új csúcsok adódnak hozzá a rendszerhez, amelyek a már létezőkhöz kapcsolódnak, és a már meglévő csúcsok közt is keletkezhetnek új kapcsolatok.
- Népszerűségi kapcsolódás: annak a valószínűsége, hogy az új csomópont a már meglévők közül egy adott csomópontot válasszon, arányos azzal, ahány kapcsolat tartozik az adott csomóponthoz. A gazdag gazdagabb lesz, a szegény szegényebb.

Ha egy hálózatot ilyen szabályok szerint hozunk létre, a csúcsok kapcsolatainak számára kapott egyes értékek ilyen módon hatványfüggvénnyel lesznek leírhatóak. A skálafüggetlenség azt jelenti, hogy nincs „jellemző” csomópont, vannak viszont nagyobb csomópontok, ún. hubok. Emiatt a tulajdonságok miatt a rendszerek ellenállóbbak, ha véletlenszerűen veszünk ki egyes elemeket, mint a véletlenen alapuló hálók, viszont a hubok „megtámadásával” könnyen tönkretehetőek.